# Ilustre Colegio de la Abogacía de Alicante

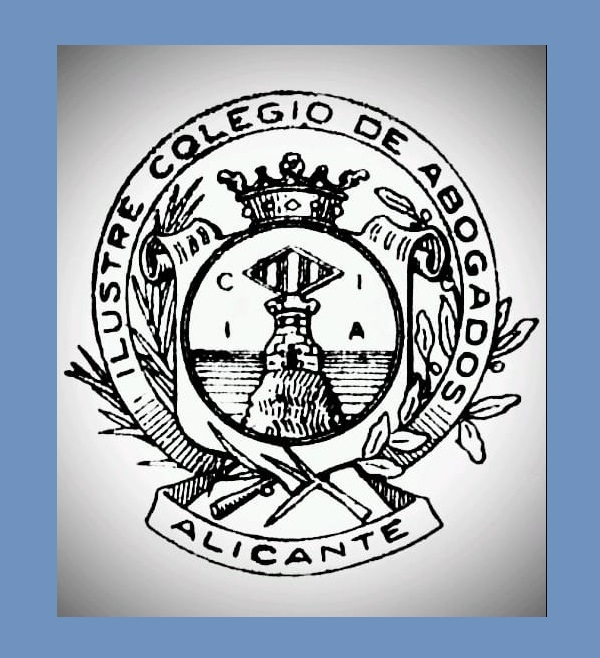
El antiguo escudo del Colegio de Alicante que acompañaba los documentos oficiales

El Ilustre Colegio Provincial de la Abogacía de Alicante (ICALI) es una corporación profesional de derecho público que nació en 1838 por iniciativa de abogados de la capital provincial y sabemos de su existencia por la publicación en el Boletín Oficial de la Provincia alicantino de ese año que daba noticia de su formación el 25 septiembre.